# Chopantla
Chopantla är en ort i Mexiko.   Den ligger i kommunen Coatepec och delstaten Veracruz, i den sydöstra delen av landet, 230 km öster om huvudstaden Mexico City. Chopantla ligger 1 308 meter över havet och antalet invånare är 158.
Terrängen runt Chopantla är huvudsakligen kuperad, men västerut är den bergig. Runt Chopantla är det ganska tätbefolkat, med 100 invånare per kvadratkilometer. Närmaste större samhälle är Xalapa, 7,8 km nordost om Chopantla. I omgivningarna runt Chopantla växer i huvudsak städsegrön lövskog.